# Otomops
Genre
Otomops est un genre de chauves-souris de la famille des Molossidae.

## Liste des espèces
Selon ITIS (20 octobre 2019) :
- Otomops formosus Chasen, 1939
- Otomops johnstonei Kitchener, How & Maryanto, 1992
- Otomops madagascariensis Dorst, 1953
- Otomops martiensseni (Matschie, 1897)
- Otomops papuensis Lawrence, 1948
- Otomops secundus Hayman, 1952
- Otomops wroughtoni (Thomas, 1913)

et
- Otomops harrisoni Ralph, Richards, Taylor, Napier & Lamb, 2015[2]